# Giovanni Chiecchi
Giovanni Chiecchi (Montorio Veronese, 10 aprile 1904 – Verona, 20 aprile 1984) è stato un allenatore di calcio e calciatore italiano, di ruolo attaccante.
Era conosciuto anche come Chiecchi III per distinguerlo dai fratelli calciatori Augusto Chiecchi o Chiecchi I ed Egidio Chiecchi o Chiecchi II.

## Carriera

### Calciatore
Chiecchi iniziò la carriera agonistica nel Verona, che giocava in Prima Divisione, ottenendo piazzanementi a metà classifica nei gironi della Lega Nord, tra cui un quarto posto nel girone B della stagione 1923-1924.
Nel 1924 passa al Torino, dove l'esperienza con i granata è limitata a 3 presenze in una sola stagione.
Quindi Chiecchi torna al Verona con cui ottiene un altro quarto posto del girone A nella stagione 1925-1926.
Lascia il Verona per il Genoa nel 1927, esordendovi il 25 settembre nella vittoria casalinga per 2-1, segnando la doppietta vincente.
In rossoblu ottiene due secondi posti in massima serie, nelle stagioni 1927-1928 (girone A) e 1929-1930. Con la maglia del Genoa vi fu anche l'esordio nella neonata Serie A, il 6 ottobre 1929 nell'incontro tra la Pro Vercelli ed il Grifone, terminato 3-3.
Nell'ultima stagione a Genova, Chiecchi non scese mai in campo. Con il Genoa, che nel frattempo aveva cambiato nome in Genova 1893, disputò entrambi gli incontri dei quarti di finale persi contro il Rapid Wien di Coppa dell'Europa Centrale 1929, segnando anche una rete.
Per disputare la Serie A 1931-1932 passò alla Fiorentina. In maglia viola disputò 3 partite.
Lasciata la compagine toscana dopo una sola stagione, passò al Palermo nel 1932, con cui ottenne due salvezze in massima serie.
Nel 1934 lascia la Sicilia per trasferirsi al Brescia, sempre in Serie A. In Lombardia ottiene nella sua prima stagione la salvezza, incappando nella retrocessione in cadetteria nella seguente annata.
Nella stagione 1936-1937 passa all'Ambrosiana-Inter, con cui non scende mai in campo.
Chiude la carriera a Verona con cui disputò due incontri della Serie B 1937-1938, terminando la stagione al decimo posto.

### Allenatore
Allenò la Giontella Bastia nel 1956-1957, in IV Serie; successivamente allenò l'Hellas.